# 오카자키 리츠코
오카자키 리츠코(일본어: 岡崎律子, 1959년 12월 29일 ~ 2004년 5월 5일)는 일본 나가사키현 나가사키시 하시마섬 출신의 여성 싱어송라이터이다.

## 개요
고등학교 1학년 때 동기생과 밴드 '엘레나'를 결성해서 음악활동을 시작한다. 당시 담당은 피아노 및 코러스였다. 음악업계에 들어선 후에는 '모리노 리츠(森野律)', 'RITZ'의 명의로 광고 음악을 만들거나, 가수에게 곡을 제공했다. OVA <1월에는 Christmas> 주제가 <겨울이 없는 캘린더>로, 가수 '오카자키 리츠코'로서 토러스 레코드에서 데뷔했다. TV 애니메이션 <마법의 프린세스 밍키모모> 삽입곡 <4월의 눈> <약속>으로 독특한 목소리를 인정받는다. 가수활동을 병행하며 라디오나 에세이 등으로 활약하며 애니메이션・게임 작품이나 성우의 곡을 다수 제작해, 그 투명한 부드러움에 매력이 넘쳐, 때로는 우수를 담은 분위기로 커다란 지지를 얻는다. 히나타 메구미와의 유닛 '메로큐어'도 널리 주목받는다. 야마하 음악교실의 음악교재에도 곡을 몇 개 제공해, 음악교실의 학생용 교재 CD에 수록되어 있다. 이후의 활약이 크게 기대되었지만 2004년 5월 5일에 패혈증성 쇼크로 인해 44세의 젊은 나이로 사망했다. 2003년 봄에 경성 위암이 발병해서 투병생활을 하면서도 창작활동을 계속했던 것이 후에 밝혀졌다. 또 유작 <for RITZ>는 제작단계에서의 부고였기 때문에 타이틀은 명복을 빌며 개정되었다. 그 중에는 실제 발매용으로 수록되지 못하고 타계했기 때문에 테스트 수록인 채의 곡도 있다.

## 음반

### 싱글
1. 〈悲しい自由〉 (1993년 3월 3일)
2. 〈最愛〉 (1994년 3월 24일)
3. 〈長距離電話〉 (1994년 9월 16일)
4. 〈リグレット～恋人なら～〉 (1996년 4월 25일)
5. 〈A Happy Life〉 (1996년 8월 25일)
6. 〈Rain or Shine～降っても晴れても～〉 (1997년 10월 25일)
7. 〈L'aquoiboniste～無造作紳士～〉 (1999년 12월 8일)
8. 〈For フルーツバスケット〉 (2001년 7월 25일)
9. 〈Morning Grace〉 (2002년 10월 23일)

### 앨범
1. 《Sincerely yours》 (1993년 3월 24일)
2. 《Joyful Calendar》 (1994년 3월 23일)
3. 《A Happy Life》 (1996년 5월 25일)
4. 《Ritzberry Fields》 (1997년 8월 21일)
5. 《Rain or Shine》 (1997년 10월 25일)
6. 《おはよう》 (1998년 11월 6일)
7. 《ラブひな OKAZAKI COLLECTION》 (2001년 12월 16일)
8. 《life is lovely.》 (2003년 2월 5일)
9. 《for RITZ》 (2004년 12월 29일)
10. 《Love&Life~private works 1999-2001~》 (2005년 5월 5일)